# هاموون داي غن
الأمير العظيم هاموون (함원대군 | 咸原大君) هو ابن يغجو ملك جوسون (익조). اسمه الشخصي إي سونغ (이송 | 李松). ارتفعت مرتبته إلى سنغروكدايبو (숭록대부 | 崇祿大夫). في 1392 عند تأسيس مملكة جوسون أعطي لقب جسونغ غانغ, تزوج وله ابنان. أصبح تشبونغ في 3 ديسمبر 1872, بأمر من الملك غوجونغ. له سبعة إخوة, وأخت واحدة.

## حياته
تاريخ ولادته غير معروف, هو الابن الثالث ليغجو ملك جوسون من الملكة جونغسغ. في 1392 عندما تأسست مملكة جوسون أصبح تشبونغ جسونغانغ (주성강 | 朱成綱). تاريخ وفاته غير معروف , قبره في محافظة سنهنغ في مقاطعة هامغيونغ الجنوبية.

## الأسرة

### الأقارب
- الأب: يغجو ملك جوسون (익조).
- الأم: الملكة جونغسغ من عشيرة يونغهنغ تشوي (정숙왕후 영흥최씨) .
- الإخوة:
  - الأمير العظيم هامنيونغ, (함녕대군 | 咸寧大君), إي آن (이안 | 李安).
  - الأمير العظيم هامتشانغ, (함창대군 | 咸昌大君), إي جانغ (이장 | 李長).
  - الملك العظيم دوجو, (도조대왕 | 度祖大王), إي تشن (이춘 | 李椿).
  - الأمير العظيم هامتشون, (함천대군 | 咸川大君), إي وون (이원 | 李源).
  - الأمير العظيم هامرينغ, (함릉대군 | 咸陵大君), إي غوتاي (이고태 | 李古泰).
  - الأمير العظيم هاميانغ, (함양대군 | 咸陽大君), إي جون (이전 | 李腆).
  - الأمير العظيم هامسونغ, (함성대군 | 咸城大君), إي ينغ-غو (이응거 | 李應巨).
- الأخوات:
  - الأميرة آني, (안의공주 | 安懿公主).

### العائلة
- الزوجة: السيدة تشو (주씨 | 朱氏).
- الأبناء:
  - الأمير جونبيونغ , (전평군 | 全坪君), اسمه الشخصي إي سانغ (이상 | 李尙). تزوج من عشيرة نامبيونغ من.
  - الأمير يونغنيونغ , (영녕군 | 永寧君), اسمه الشخصي إي جن (이진 | 李進). قبره في محافظة هامجو في مقاطعة هامغيونغ الجنوبية في كوريا الشمالية.
    - حفيد: الأمير وانوي (완의군의).
    - حفيد: الأمير جونتشانغ (전창군 | 全昌君).